# De sidste mænd i Aleppo
De sidste mænd i Aleppo er en dansk dokumentarfilm fra 2017 instrueret af Feras Fayyad.

## Handling
Borgerne i den syriske by Aleppo forbereder sig på en belejring og er dagligt udsat for bombeangreb fra Assad-regimet og russerne. Gennem tre medlemmer af redningstjenesten White Helmets, kommer seeren tæt på livet, døden og de daglige kampe for civilbefolkningen i byen. Hver dag må de konfrontere deres egen tvivl: Skal de flygte og redde deres familier fra bomberne eller skal de blive og forsøge at redde borgernes liv i bomberuinerne? Filmen giver et intimt indblik i dagliglivet for de mennesker, der har valgt ikke at flygte fra krigen.